# Zvolen
Zvolen és una ciutat d'Eslovàquia. Es troba a la regió de Banská Bystrica, és la capital del districte de Zvolen. Després de la capital de la regió, Banská Bystrica (79.000 hab.), és la ciutat més gran del territori.

## Història
La primera menció escrita de la vila es remunta al 1135.

## Demografia
| Godina             | 1994   | 2004   | 2014   | 2024   |
| ------------------ | ------ | ------ | ------ | ------ |
| Nombre de persones | 44.163 | 43.272 | 43.047 | 39.175 |
| Diferència         |        | −2,01% | −0,51% | −8,99% |

| Godina             | 2023   | 2024   |
| ------------------ | ------ | ------ |
| Nombre de persones | 39.453 | 39.175 |
| Diferència         |        | −0,70% |

## Galeria d'imatges

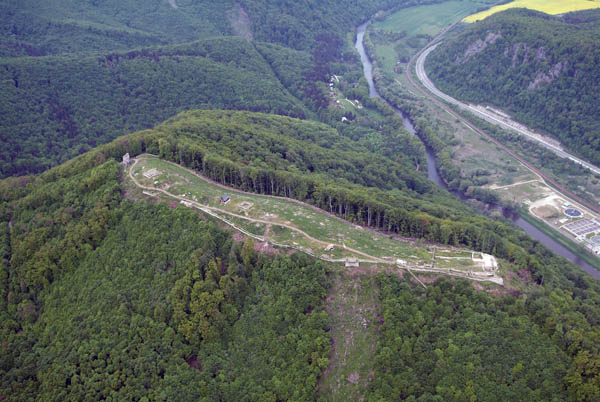
Fotografia aèria
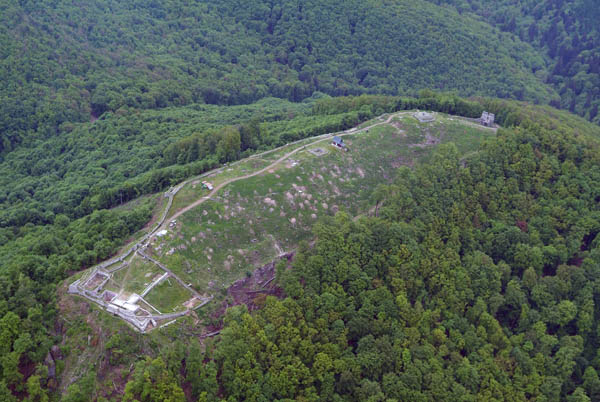
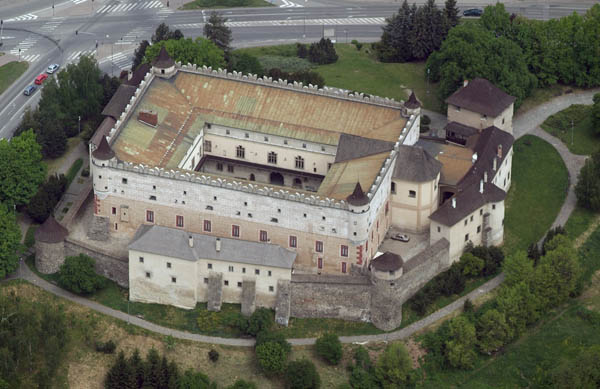
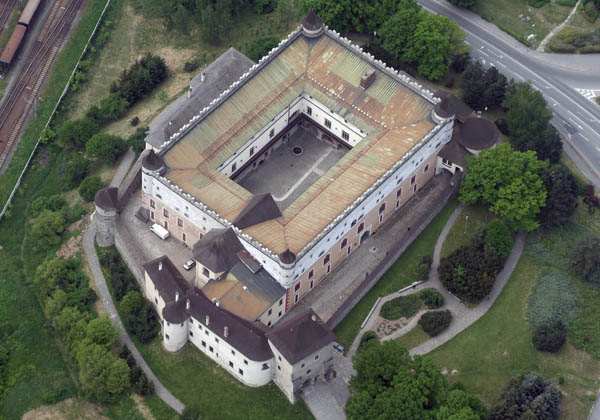

## Ciutats agermanades
- Imatra, Finlàndia
- Tótkomlós, Hongria
- Prachatice, República Txeca
- Rivne, Ucraïna
- Zwoleń, Polònia